# Liste des longs métrages bangladais proposés à l'Oscar du meilleur film international
Cet article présente la liste des longs métrages bangladais proposés à l'Oscar du meilleur film international.

## Films proposés par le Bangladesh
| Année (Cérémonie) | Titre français                    | Titre original      | Langue(s)        | Réalisateur                 | Résultat   |
| ----------------- | --------------------------------- | ------------------- | ---------------- | --------------------------- | ---------- |
| 2003 (75e)        | L'Oiseau d'argile                 | মাটির ময়না             | bengali          | Tareque Masud               | Non nommé  |
| 2006 (78e)        | Shyamol chhaya (bn)               | শ্যামল ছায়া             | bengali          | Humayun Ahmed               | Non nommé  |
| 2007 (79e)        | Nirontor (bn)                     | নিরন্তর               | bengali          | Abu Sayeed                  | Non nommé  |
| 2008 (80e)        | Swopnodanay (bn)                  | স্বপ্নডানায়             | bengali          | Golam Rabbany Biplob        | Non nommé  |
| 2009 (81e)        | Aha!                              | আহা!                 | bengali          | Enamul Karim Nirjhar (bn)   | Non nommé  |
| 2010 (82e)        | Britter bairey (bn)               | বৃত্তের বাইরে            | bengali          | Golam Rabbany Biplob        | Non nommé  |
| 2011 (83e)        | Third Person Singular Number (bn) | থার্ড পারসন সিঙ্গুলার নাম্বার | bengali          | Mostofa Sarwar Farooki      | Non nommé  |
| 2013 (85e)        | Ghetuputra Komola (bn)            | ঘেটুপুত্র কমলা           | bengali, anglais | Humayun Ahmed               | Non nommé  |
| 2014 (86e)        | Television                        | টেলিভিশন               | bengali          | Mostofa Sarwar Farooki      | Non nommé  |
| 2015 (87e)        | Jonakir Aalo (bn)                 | জোনাকির আলো             | bengali          | Khalid Mahmood Mithu (bn)   | Non nommé  |
| 2016 (88e)        | Jalaler golpo                     | জালালের গল্প            | bengali          | Abu Shahed Emon             | Non nommé  |
| 2017 (89e)        | Oggatonama (bn)                   | অজ্ঞাতনামা              | bengali          | Tauquir Ahmed (bn)          | Non nommé  |
| 2018 (90e)        | Khacha (bn)                       | খাঁচা                  | bengali          | Khan Akram                  | Non nommé  |
| 2019 (91e)        | Doob: No Bed of Roses (bn)        | ডুব                  | bengali, anglais | Mostofa Sarwar Farooki      | Non nommé  |
| 2020 (92e)        | Alpha (bn)                        | আলফা                 | bengali          | Nasiruddin Yousuff (bn)     | Non nommé  |
| 2021 (93e)        | Iti, tomari Dhaka (bn)            | ইতি, তোমারই ঢাকা         | bengali          | Onze réalisateurs           | Non nommé  |
| 2022 (94e)        | Rehana maryam noor (bn)           | রেহানা মরিয়ম নূর         | bengali          | Abdullah Mohammad Saad (bn) | Non nommé  |
| 2023 (95e)        | Hawa (bn)                         | হাওয়া                 | bengali          | Mejbaur Rahman Sumon        | Non nommé  |
| 2024 (96e)        | Payer tolay mati nai (bn)         | পায়ের তলায় মাটি নাই       | bengali          | Mohammad Rabby Mridha       | Non nommé  |
| 2025 (97e)        | Boli                              | বলী                  | bengali          | Iqbal Hossain Chowdhury     | En attente |